# Oxypilus cherlonneixi
Oxypilus cherlonneixi är en bönsyrseart som beskrevs av Roger Roy 1999. Oxypilus cherlonneixi ingår i släktet Oxypilus och familjen Hymenopodidae. Inga underarter finns listade i Catalogue of Life.